# Liste der Ständigen Vertreter Portugals bei der UNESCO

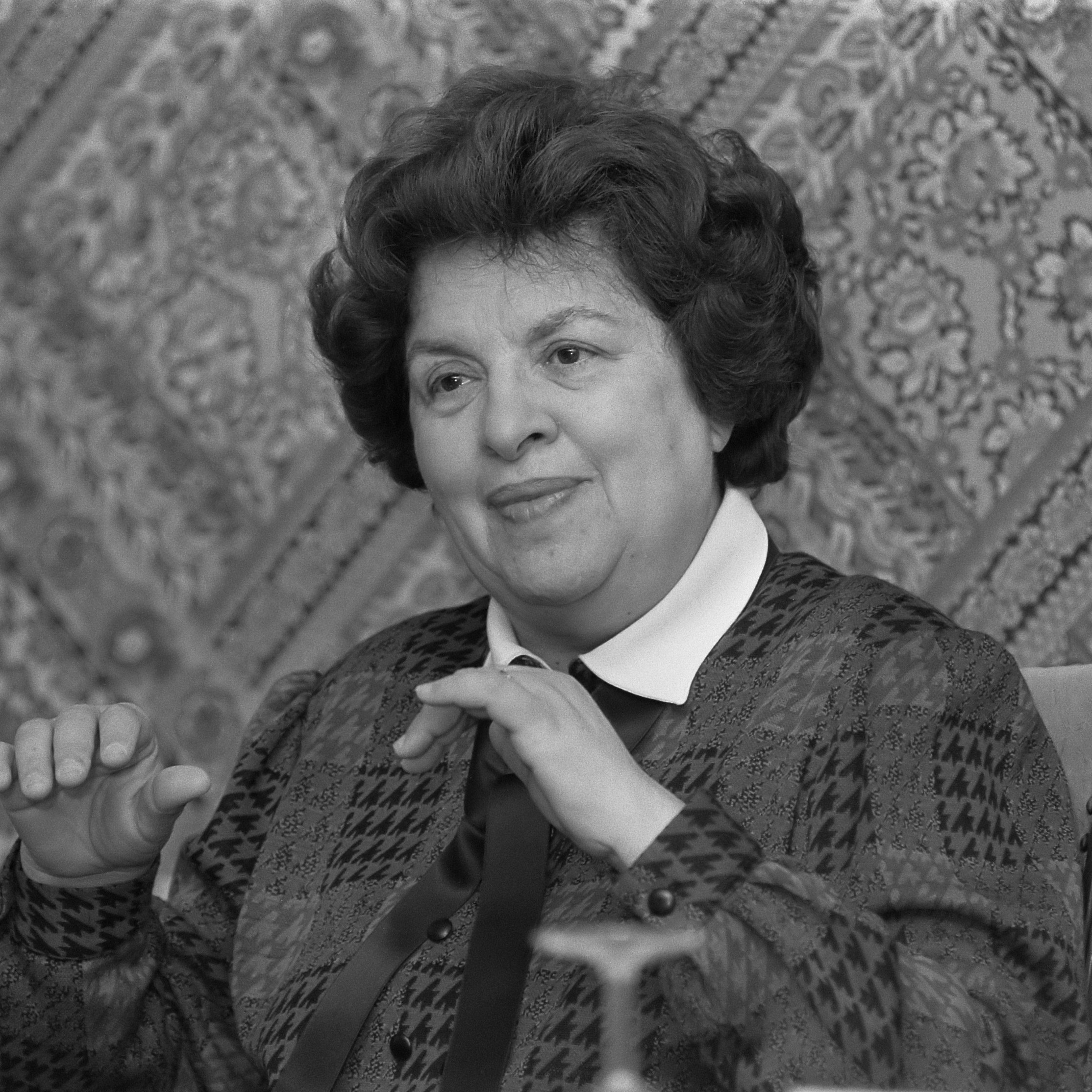
Die frühere Premierministerin Maria de Lourdes Pintasilgo, von 1975 bis 1981 Vertreterin Portugals bei der UNESCO

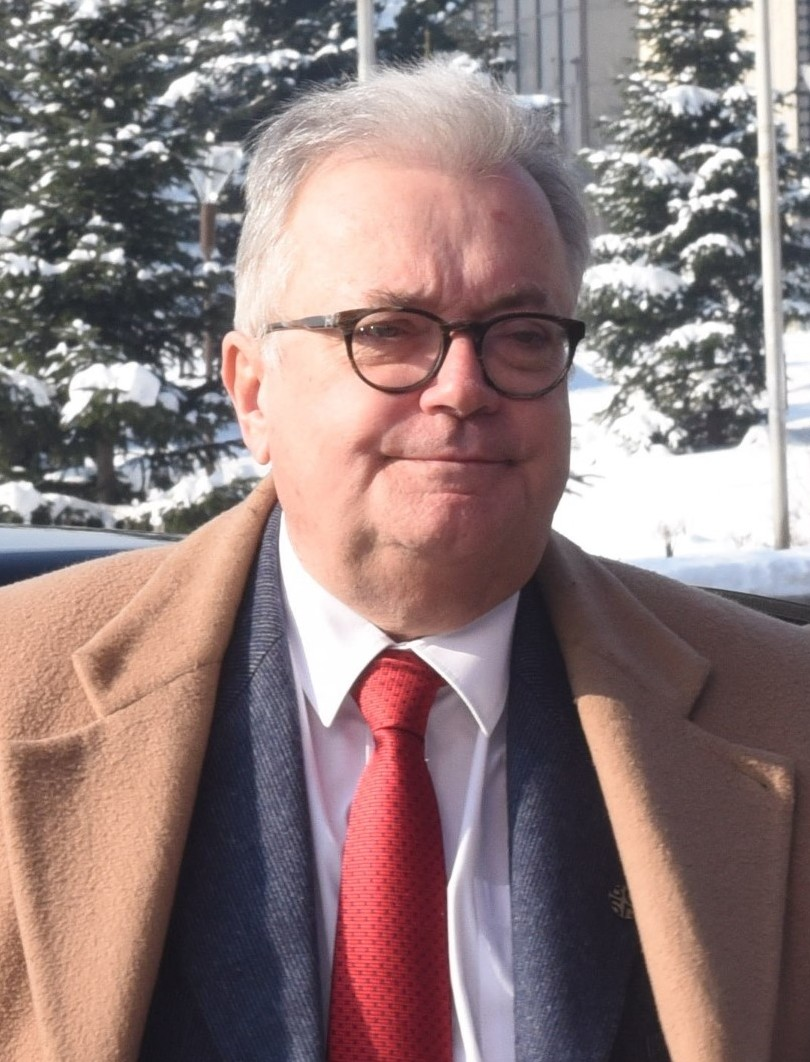
Minister Luís Filipe de Castro Mendes, 2011 kurzzeitig Vertreter Portugals bei der UNESCO

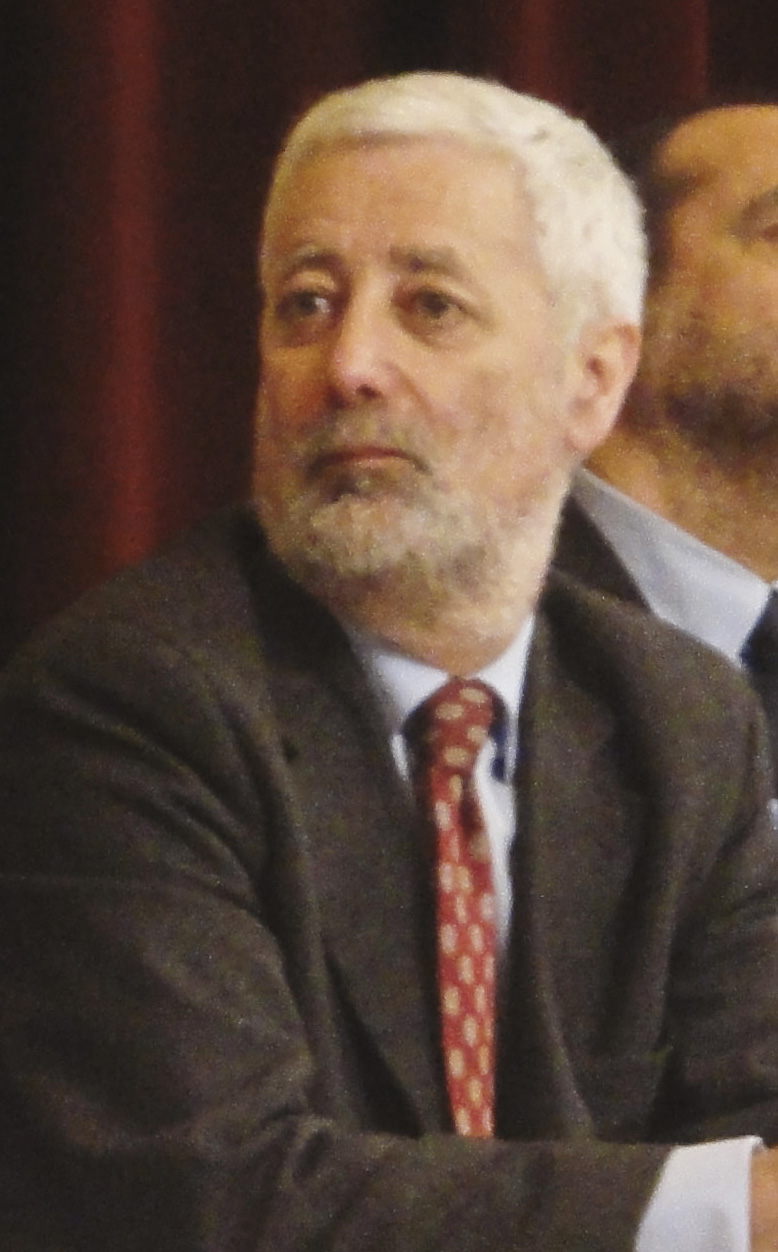
Professor António Sampaio da Nóvoa, seit dem 19. März 2018 Vertreter Portugals bei der UNESCO

Die Liste der portugiesischen Botschafter bei der UNESCO listet die Ständigen Vertreter der Republik Portugal bei der UNESCO in Paris auf.
Portugal unter seinem autoritären Estado Novo-Regime war auf Grund seines Festhaltens am Portugiesischen Kolonialreich zunehmend isoliert und trat der UNESCO erst 1965 bei. Die internationale Ablehnung der Portugiesischen Kolonialkriege führte schließlich zum Austritt Portugals am 18. Juni 1971. Nach der linksgerichteten Nelkenrevolution 1974 und der folgenden Rückkehr zur Demokratie nahm Portugal seine UNESCO-Mitgliedschaft am 11. September 1974 wieder auf.
| Name                                             | Amtsbeginn        | Amtsende          | Anmerkung                        |
| Manuel Anselmo Gonçalves de Castro               | 26. April 1962    | März 1964         |                                  |
| Carlos Henriques Ferreira Lemonde de Macedo      | 1965              | 1968              |                                  |
| Mário Júlio de Melo Freitas                      | 1969              | 18. Juni 1971     |                                  |
| Maria de Lourdes Ruivo da Silva Matos Pintasilgo | 1975              | 11. Juni 1981     |                                  |
| Francisco António Borges Grainha do Vale         | 16. Juni 1981     | 20. Februar 1984  | am 8. Juli 1981 akkreditiert     |
| Vitor Crespo                                     | 21. Februar 1984  |                   | am gleichen Tag akkreditiert     |
| José Augusto Baptista Lopes e Seabra             | 19. Februar 1986  | November 1992     | am 7. März 1986 akkreditiert     |
| José António Moya Ribera                         | 1993              | Juli 1996         |                                  |
| Jorge Marques Leitão Ritto                       | 1996              |                   |                                  |
| Marcello de Zaffiri Duarte Mathias               | 8. Januar 2001    | 8. Dezember 2003  |                                  |
| Ana Paula Baptista Grade Zacarias                | 9. Dezember 2003  | 9. Dezember 2004  | Übergangs-Geschäftsträgerin      |
| José Duarte da Câmara Ramalho Ortigão            | 10. Dezember 2004 | 12. Februar 2009  |                                  |
| Manuel Maria Carrilho                            | 16. Februar 2009  | 31. Dezember 2010 |                                  |
| Luís Filipe Carrilho de Castro Mendes            | 27. November 2011 | 20. Dezember 2011 |                                  |
| Pedro Sousa e Abreu                              | 19. Dezember 2011 | 26. Januar 2012   | Übergangs-Geschäftsträger        |
| Francisco Manuel Seixas da Costa                 | 2. Februar 2012   | 27. Januar 2013   | am 20. Februar 2012 akkreditiert |
| José Filipe Moraes Cabral                        | 4. Januar 2013    | März 2018         |                                  |
| António Sampaio da Nóvoa                         | 19. März 2018     |                   |                                  |